# Don Bagley
Donald Neff "Don" Bagley (18. července 1927 Salt Lake City, Utah, USA – 26. července 2012) byl americký jazzový kontrabasista.
Narodil se ve státě Utah, ale studoval v Los Angeles v Kalifornii. V roce 1945 hrál s Shorty Sherockem a Wingy Manonem. V letech 1950–1953 a občas i později hrál se Stanem Kentonem a od roku 1954 měl vlastní skupinu. V letech 1950–1952 rovněž pracoval jako studiový hudebník, hrál například s Nat King Colem, Maynardem Fergusonem a Dexterem Gordonem. V polovině padesátých let koncertoval v Evropě s Zoot Simsem, Larsem Gullinem, Frankem Rosolinem a Åke Perssonem. Od roku 1956 až do roku 1967 opět pracoval s Kentonem a nově i s Les Brownem. Koncem padesátých let spolupracoval s Jimmie Rowlesem, Shelly Mannem a Philem Woodsem. V letech 1957–1958 nahrál tři alba pod svým jménem. V roce 1959 hrál s Pete Fountainem; v roce 1961 byl studiovým hudebníkem u Bena Webstera. V roce 1964 hrál v Japonsku se zpěvačkou Julií London. V sedmdesátých a osmdesátých letech skládal hudbu pro film a televizi. V letech 1976–1984 hrál s Burtem Bacharachem.